# Viktoria Rebensburgová
Viktoria Rebensburgová (* 4. října 1989, Tegernsee) je německá reprezentantka v alpském lyžování, specializující se především na obří slalom a Super G, olympijská vítězka a bronzová olympijská medailistka. Na Světovém šampionátu 2015 ve Vailu a Beaver Creeku vybojovala stříbrnou medaili v obřím slalomu. Stala se také trojnásobnou juniorskou mistryní světa.
Na Zimních olympijských hrách 2010 ve Vancouveru dojela nejdříve na 28. místě v Super-G, a poté získala zlatou medaili v obřím slalomu, která pro ni představovala vůbec první vítězství na ženské mezinárodní scéně. Do té doby se nejlépe umístila na druhém místě v Super-G Světového poháru, v závodu konaném jeden měsíc před olympijskými hrami 2010. Na Sočských olympijských hrách 2014 přidala bronzový kov v obřím slalomu. Na juniorském Mistrovství světa 2008 ve Formigalu vyhrála superobří slalom. O rok později na Světovém šampionátu juniorů 2009 v Garmischi obhájila zlatou medaili v Super G a vyhrála také obří slalom.
Do února 2015 ve světovém poháru vyhrála deset závodů, z toho osm v obřím slalomu a dva v Super G. V sezónách 2011 a 2012 potvrdila dominanci v obřím slalomu ziskem dvou malých křišťálových glóbů, za konečná vítězství v této disciplíně. V celkové klasifikaci sezóny 2013 skončila na 6. místě.

## Sezónní vítězství – křišťálové glóby
| sezóna | discipína   |
| ------ | ----------- |
| 2011   | obří slalom |
| 2012   | obří slalom |

## Vítězství ve Světovém poháru
- 10 vítězství
  - 8 vítězství v obřím slalomu
  - 2 vítězství v Super G

- 22krát na stupních vítězů (do třetího místa; 18x obří slalom, 2x Super-G, 2x sjezd)

| sezóna | datum              | dějiště                   | disciplína  | pořadí |
| ------ | ------------------ | ------------------------- | ----------- | ------ |
| 2010   | 24. ledna 2010     | Cortina d'Ampezzo, Itálie | obří slalom | 2.     |
| 2011   | 23. října 2010     | Sölden, Rakousko          | obří slalom | 1.     |
| 2011   | 27. listopadu 2010 | Aspen, USA                | obří slalom | 2.     |
| 2011   | 6. února 2011      | Zwiesel, Německo          | obří slalom | 1.     |
| 2011   | 11. března 2011    | Špindlerův Mlýn, Česko    | obří slalom | 1.     |
| 2012   | 22. října 2011     | Sölden, Rakousko          | obří slalom | 2.     |
| 2012   | 26. listopadu 2011 | Aspen, USA                | obří slalom | 1.     |
| 2012   | 21. ledna 2012     | Kranjska Gora, Slovinsko  | obří slalom | 3.     |
| 2012   | 2. března 2012     | Ofterschwang, Německo     | obří slalom | 1.     |
| 2012   | 3. března 2012     | Ofterschwang, Německo     | obří slalom | 1.     |
| 2012   | 9. března 2012     | Åre, Švédsko              | obří slalom | 3.     |
| 2012   | 15. března 2012    | Schladming, Rakousko      | Super-G     | 1.     |
| 2012   | 18. března 2012    | Schladming, Rakousko      | obří slalom | 1.     |
| 2013   | 24. listopadu 2012 | Aspen, USA                | obří slalom | 3.     |
| 2013   | 9. prosince 2012   | Svatý Mořic, Švýcarsko    | obří slalom | 2.     |
| 2013   | 19. prosince 2012  | Åre, Švédsko              | obří slalom | 1.     |
| 2013   | 20. ledna 2013     | Cortina d'Ampezzo, Itálie | Super G     | 1.     |
| 2013   | 9. března 2012     | Ofterschwang, Německo     | obří slalom | 3.     |
| 2014   | 26. října 2013     | Sölden, Rakousko          | obří slalom | 3.     |
| 2014   | 7. března 2014     | Åre, Švédsko              | obří slalom | 2      |
| 2015   | 20. prosince 2014  | Val-d'Isère, Francie      | sjezd       | 2.     |
| 2015   | 16. ledna 2015     | Cortina d'Ampezzo, Itálie | sjezd       | 3.     |

## Konečné pořadí ve světovém poháru
| Sezóna | věk    | celkové | slalom | obří slalom | super G | sjezd | kombinace |
| ------ | ------ | ------- | ------ | ----------- | ------- | ----- | --------- |
| 2007   | 17 let | 83.     | —      | 25.         | —       | —     | —         |
| 2008   | 18 let | 56.     | —      | 16.         | 49.     | —     | —         |
| 2009   | 19 let | 43.     | —      | 18.         | 29.     | —     | —         |
| 2010   | 20 let | 16.     | —      | 4.          | 21.     | 28.   | —         |
| 2011   | 21 let | 8.      | —      | 1.          | 10.     | 23.   | —         |
| 2012   | 22 let | 7.      | —      | 1.          | 19.     | 11.   | —         |
| 2013   | 23 let | 6.      | 33.    | 3.          | 6.      | 23.   | —         |
| 2014   | 24 let | 19.     | —      | 12.         | 14.     | 30.   | —         |
| 2015   | 25 let | 8.      |        | 9.          | 13.     | 8.    | -         |
| 2016   | 26 let | 3.      |        | 2.          | 5.      | 7.    | -         |